# Arturo Carmona
Arturo Aram Carmona Rodriguez (Monterrey, 9 de julho de 1976) é um ator mexicano.

## Vida Pessoal
Sua família é formada por seus pais Arturo e Guadalupe, assim como seus irmãos Judith e Daniel.
Iniciou  sua carreira como jogador de futebol, porém mais tarde, ingressou a um programa de esportes. 
O ator é pai de Melenie, nascida em 1999, fruto da sua relação com a cantora Alicia Villarreal. 

## Biografia
Seus primeiros passos na atuação foram no teatro e como produtor. Iniciou em um programa de revista chamado Club 34.
Em 2005 entrou na casa do Big Brother VIP.
Em 2006 integrou o elenco da novela Duelo de pasiones. 
No ano seguinte, participou da novela Destilando amor. Neste mesmo ano, fez parte do elenco da novela Muchachitas como tú. 
Em 2008 interpretou o antagonista principal da novela Cuidado con el ángel. No ano seguinte, em 2009 a mesma produtora o convidou para co-protagonizar a novela Mar de amor, ao lado de Mariana Seoane e dos protagonistas Zuria Vega e Mario Cimarro.
Em 2010 fez uma participação na novela El triunfo del amor.
No ano de 2011 repetiu mais uma vez  parceria com a produtora Nathalie Lartilleux e integrou o elenco da novela Rafaela.
Em 2012 fez uma participação na telenovela Por ella soy Eva, interpretando o pai do filho de Helena e atuou ao lado de Lucero, Jaime Camil, Marcelo Córdoba e Jesús Ochoa. Nesse mesmo ano, integrou o elenco da novela Corona de lágrimas, e atuou ao lado de Victoria Ruffo, Maribel Guardia e África Zavala. 
Em 2013 integrou o elenco da novela La tempestad. 

## Carreira
- Los ricos también lloran (2022) - Pedro Villarreal
- SOS me estoy enamorando (2021) - El Teniente Pedro
- Te doy la vida (2020) - El Comandante Eduardo Robles
- Médicos, línea de vida (2019) - Fausto
- Por amar sin ley (2019) - Daniel Olguín
- Ringo (2019) - Alejo Correa
- Caer en tentación (2017-18) - Leonardo
- Enamorándome de Ramón (2017) - Antonio Fernández Rivas
- Un camino hacia el destino (2016) - Diego Martínez
- La vecina (2015) - Fidel
- La tempestad (2013) - José Manríquez
- Corona de lágrimas (2012-2023) - Apolinário Pantocha
- Por ella soy Eva (2012) - Mario Lizárraga
- Rafaela (2011) - Víctor Acuña
- Triunfo del amor (2010) - Gonzalo
- Mar de amor (2009) - Santos Neves
- Querida enemiga (2008) - Ele mesmo
- Cuidado con el ángel (2008) - Amador Robles
- Muchachitas como tú (2007) - Diego Velásquez
- Destilando amor (2007) - Alfredo Loyola
- La verdad oculta (2006) - Mauricio Medina
- Duelo de pasiones (2006)

## Ligações Externas
Arturo Carmona. no IMDb.
- Arturo Carmona no Instagram